# Валентина Гюго
Валенти́на Гюго́ (фр. Valentine Hugo), уроджена Валентина Марі Оґюстін Ґросс (Valentine Marie Augustine Gross; 16 березня 1887, Булонь-сюр-Мер, Франція — 16 березня 1968, Париж, Франція) — французька художниця та ілюстраторка.

## Життєпис
Дочка музиканта Оґюста Ґросса та Зелі Демлен (фр. Zèlie Dèmelin), Валентина розвивала в собі любов до мистецтва, театру та музики з раннього віку. Протягом 1907—1910 років займалася у Вищій школі витончених мистецтв.
Робота в театрі надала Валентині Гюго багато можливостей щодо розвитку її творчості. Вона часто робила замальовки балетної хореографії і особливо захоплювалася танцівником та хореографом Вацлавом Ніжинським. 1913 року вона представила свої роботи у фоє Театру Єлисейських полів під час прем'єри «Весни священної».
Робота Гюго з Російським балетом Дягілєва звела художницю з багатьма людьми, які згодом відіграли важливу роль у її житті. Зокрема, беручи активну участь у процесі створення балету «Парад», прем'єра якого відбулася 18 травня 1917 року, Гюго познайомилася з Еріком Саті та Жаном Кокто. Художниця брала участь у роботі й над іншими спектаклями Саті — Пастка Медузи, Сократ, Меркурій.
Свого майбутнього чоловіка Жана Гюго, правнука відомого французького письменника Віктора Гюго, Валентина Гросс зустріла під час війни, 1917 року в домі Мімі та Сіпа Годебські. 1919 року вони одружилися, Кокто та Саті були свідками на їхньому весіллі.
Перебуваючи в близьких приятельських стосунках із композиторами французької «Шістки», Гюго й надалі співпрацювала з ними щодо створення костюмів до балету Наречені на Ейфелевій вежі (1921), а 1926 року виконала костюми за макетами Жана Гюго для постановки Жана Кокто Ромео і Джульєтта.

## Валентина Гюго та сюрреалісти
1926 року Валентина Гюго познайомилася з поетом-сюрреалістом Полем Елюаром. Вона була першою з художників, які проілюстрували його роботи. Їхня дружба тривала до смерті Елюара 1952 року. Чоловік художниці Жан Гюго ніколи не цікавився сюрреалістичним рухом, отож від 1929 року подружжя жило окремо. 1932 року вони розлучилися, але до самої смерті зберегли добрі стосунки. Розставання з чоловіком дозволило художниці набути більшої свободи спілкування, а дружба з Андре Бретоном і Полем Елюаром допомогла їй встановити приятельські стосунки з іншими учасниками об'єднання, такими як Сальвадор Далі та Макс Ернст.
У травні 1932 року вона переїхала жити до того ж будинку, де жили Поль Елюар та Андре Бретон.
З Бретон Гюго була знайома від 1917 року, вони зустрілися на одному з поетичних читань Кокто. Їхні близькі стосунки були недовгими, і тривали в період між липнем 1931 року та травнем 1932 року. 8 травня 1932 року, після сварки з Бретоном, Гюго спробувала вчинити самогубство. Шкодуючи про свої дії, вона зателефонувала Елюару, і в нього було достатньо часу, щоб приїхати та врятувати їй життя. Після цієї події стосунки Бретона та Гюго залишалися напруженими до 9 вересня, коли Валентина, давши ляпас Бретону, остаточно порвала з ним. Відтепер вони зустрічалися лише під час групових зустрічей сюрреалістів. Бретон ніколи не згадував Гюго у своїй книзі Сюрреалізм і живопис (фр. Le Surréalisme et la Peinture).
Гюго залишила виконані в сюрреалістичному стилі портрети Бретона, Рембо, Кревеля, Елюара, Тцара, Морана та інших. Художниця ілюструвала твори Рене Шара, Рене Кревеля, Лотреамона та перевидання збірки казок та легенд Ахіма фон Арніма, для якого Бретон написав передмову. Малюнки Гюго відрізняються тим, що виконані на темному тлі тонкими золотими лініями з великою кількістю декоративних завитків і нашарувань.
Вона виставлялася разом з Максом Ернстом, Джакометті, Гансом Арпом, Пабло Пікассо, Марселем Дюшаном, Маном Реєм, 1933 року брала участь у Salon des Surindépendants у Парижі та у виставці Fantastic art, Dada, Surrealism у Нью-Йорку 1936.
1943 року роботи Гюго включено у виставку Пеґґі Ґуґґенгайм Exhibition by 31 Women у галереї Мистецтво цього століття в Нью-Йорку.
Після самогубства Рене Кревеля 1935 року та відходу від групи Рене Шара, Трістана Тцара та Поля Елюара, Валентина Гюго почала розчаровуватися в об'єднанні сюрреалістів та залишила рух.
У свої останні роки Валентина Гюго жила сама й у злиднях, змушена розпродавати книги та картини. На час її смерті 1968 року багатьох з її друзів уже не було в живих. Померла в день свого народження 16 березня 1968 року.
Гюго можна було б назвати однією з найзабутіших художників-сюрреалістів, проте останнім часом ринок мистецтва почав виявляти інтерес до її спадщини. 2000 року її роботу на аукціоні оцінено в 1,9 млн франків.
Більша частина архіву Гюго — зібрання рукописів, фотографій та творів, придбав американський журналіст та колекціонер Карлтон Лейк (1915—2006). Архів становить частину Carlton Lake Art Collection Центру гуманітарних досліджень Гаррі Ренсома Техаського університету в Остіні.

## Кінематограф
1927 року Валентина Гюго працювала художницею-костюмеркою у фільмі режисера Карла Теодора Дреєра Пристрасті Жанни д'Арк.
1930 року, разом з іншими художниками, знялася у фільмі Луїса Бунюеля Золотий вік.

## Ілюстрації до книг
- Лотреамон Пісні Мальдорора (1933)
- Ахім фон Арнім Contes bizarres (1933)
- Рене Шар Placard pour un chemin des écoliers (1937)
- Поль Елюар Тварини та їхні люди, люди та їхні тварини (1937)
- Артюр Рембо Les Poètes de sept ans (1939)
- Роже Пейрефітт[de] Особлива дружба (1946)
- Тристан Лерміт[fr] Le promenoir des deux amans (1949)

## Виставки
Вперше виставила свої роботи із сюрреалістами в Salon des Surindépendants 1933 року і потім:
- Тенерифе (1935),
- Копенгаген (1935),
- Нью-Йорк (1937),
- Токіо (1937).

1977 року в культурному центрі Тібо де Шампань, Труа, проведено ретроспективну виставку робіт Валентини Гюго.